# 空集合
空集合（くうしゅうごう、英: empty set）は、要素を一切持たない集合のことである。公理的集合論において、空集合は公理として存在を規定される場合と、他の公理から存在が導かれる場合がある。

## 記号
空集合を表す記号として、∅ 、 {\displaystyle \emptyset } または {} がある。記号 ∅ はノルウェー語などで用いられるアルファベット Ø（スラッシュ付きオー）に由来している。形の似ているギリシャ文字のφ, Φ（ファイ）、キリル文字のФ, ф（エフ）および ⌀（直径記号、まる）、斜線付きゼロ、その他似た文字とは全く関係がない。

## 概要
集合とは、素朴には一定の決まりに従っている数学的な対象の集まりのことであるが、集合論の議論をする上で「何も含まない集まり」「何も集めていない集まり」を集合の一つと考えた方が自然である。この何も含まない集合 {} が空集合である。「……の集合」という文章において、「……」を該当するもののない条件（4で割り切れる奇数、10より大きい負の数など）とすれば、この集合は空集合になる。集合を袋にたとえる場合に、空集合は空の袋に相当する。

## 定義
いかなる元も持たない集合を空集合といい、{\displaystyle \varnothing ,\;\emptyset ,\;\{\}} などと書く。このうち初めの2つは、ブルバキが数学原論の最初の巻『結果の要約』(fascicule de résultats, 1939年、日本語版：集合論 要約) で Ø  を用いたのが始まりである。
アンドレ・ヴェイユはブルバキを引退した後、1991年に出版した『修業時代の思い出』(Souvenirs d'apprentisage) において、ブルバキ内部でノルウェー語を知っていたのは自分だけで、そのアルファベット Ø を空集合の記号として提案したことを回想している。ギリシャ文字の Φ で代用することもあり「ファイ」と読まれることもあるがΦとは無関係である。

## 性質
- 全ての集合は空集合を部分集合として含む：任意の集合 A に対し、∅ ⊆ A である。何故なら、任意の集合 A に対し、命題「{\displaystyle \forall x:x\in \varnothing \implies x\in A}」は常に真だからである（空虚な真参照）。特に {\displaystyle A=\varnothing } とすれば、{\displaystyle \varnothing \subseteq \varnothing } が成り立つことも分かる。
- どんなものであれ、空集合に元として含まれることはない。

{\displaystyle \forall x,x\notin \varnothing .}
- 空集合の部分集合は空集合自身のみである。

{\displaystyle ({\forall }A)[A\subseteq \varnothing \implies A=\varnothing ].}
- 空集合の元の数は0である。

|∅| = 0.
- どんな集合 A についても、A と空集合 ∅ の和集合は A に等しく、A と ∅ の共通部分や直積は ∅ に等しい：

A ∪ ∅ = A, A ∩ ∅ = ∅, A × ∅ = ∅ = ∅ × A.
- 空集合を定義域とする写像は、終域を定めるごとに唯1つ定まり、且つ単射である。特に、終域も空集合である場合 {\displaystyle \varnothing \to \varnothing } は全単射となる（空写像の項を参照）。
- 集合族 {Xλ}λ ∈ Λ の添字集合 Λ が空集合 ∅ であるとき和集合は {\displaystyle \textstyle \bigcup _{\lambda \in \Lambda }X_{\lambda }=\varnothing } である[4]。また集合族 {Xλ}λ ∈ Λ がある集合 E の部分集合からなり、その添字集合 Λ が空集合 ∅ であるとき共通部分は {\displaystyle \textstyle \bigcap _{\lambda \in \Lambda }X_{\lambda }=E} である[5]。

## 空集合の文字コード
記号 ∅ は、UnicodeではU+2205、JIS X 0213では1-2-39のコードが定められていて、ラテン文字の Ø や直径を表す記号 ⌀ とは区別されている。HTMLにおける実体参照では &empty; と記述する。ASCII や ISO 8859 ではこの記号は定義されていない。
∅ や {\displaystyle \emptyset } という文字の活字やフォントが無い場合もあるので、組版の都合上、見た目が似ているギリシャ文字のΦで代用する習慣もある。
| 記号 | Unicode | JIS X 0213 | 文字参照                 | 名称   |
| ---- | ------- | ---------- | ------------------------ | ------ |
| ∅    | U+2205  | 1-2-39     | &empty; &#x2205; &#8709; | 空集合 |